# Fritz Geerken
Fritz Geerken (* 1. Oktober 1912 in Bremen-Blockland; † 29. Dezember 1991 in Lilienthal) war ein deutscher Maler und Lehrer.

## Biografie
Geerken studierte von 1933 bis 1936 an der Hochschule für bildende Künste Hamburg und an der Universität Hamburg Philosophie, Psychologie und Pädagogik. Seine Arbeit als Lehrer begann er 1936 in der Schule am Lehester Deich, dann in Frankenburg. Nach einer Unterbrechung durch den Wehrdienst, den er als Sanitäter ableistete, und Kriegsgefangenschaft nahm er 1947 seine Unterrichtstätigkeit in Borgfeld wieder auf. Dort wirkte er bis zu seiner Pensionierung im Jahre 1972.
Seine freie Zeit widmete Geerken der Malerei. Motive zum Malen fand er in seiner norddeutschen Heimat mit Marsch, Moor, Geest und Küste. Bäuerliche Motive, vor allem Wasser und das Licht, spielten in seinen Bildern eine wesentliche Rolle. Hinzu kamen auch Porträts und später Eindrücke von Reisen in den Norden und Süden Europas.
Er wendete verschiedene Techniken an wie Zeichnen mit Kohle- und Pastellstiften, Malen mit Öl- oder Wasserfarben sowie Mischtechniken. Eine besondere Bedeutung hatte für ihn auch das graphische Arbeiten, hier entwickelte er spezielle Verfahren, unter anderem zum Druck farbiger Radierungen.
Seit 1948 gehörte Geerken dem Bremer Künstlerbund an. In mehreren Gemeinschaftsausstellungen in Bremen und in Einzelausstellungen in und um Bremen und in anderen Städten wurden seine Bilder gezeigt.
Geerken war seit 1938 mit seiner Frau Thea, geb. Schulze verheiratet und hatte vier Kinder.

## Werke
- Worpsweder Landschaft mit Gehöft, Aquarell, 51 × 40 cm

## Ausstellungen
- 1959: Kunsthalle Bremen, Ausstellung des Bremer Künstlerbunds, 13. September – 11. Oktober 1959
- 1963: Überseemuseum Bremen, Ausstellung des Bremer Künstlerbunds, 3. November – 1. Dezember 1963
- 2008: Ausstellung mit 40 Tafeln von Fritz Geerken in der Schule in Bremen-Borgfeld[1]
- 2024: Galerie Schluh, Vom Hochwasser an die Oberfläche[2]

## Ehrungen
In Bremen-Borgfeld wurde der Fritz-Geerken-Weg nach ihm benannt.